# Eurydiopsis porphyria
Eurydiopsis porphyria är en tvåvingeart som beskrevs av Chen och Wang 2006. Eurydiopsis porphyria ingår i släktet Eurydiopsis och familjen Diopsidae. Inga underarter finns listade i Catalogue of Life.